# Крилов Олексій Миколайович
Олексі́й Микола́йович Крило́в (3 [15] серпня 1863, Висяга, Алатирський повіт, Симбірська губернія — 26 жовтня 1945, Ленінград) — російський і радянський математик, механік і суднобудівник; академік Петербурзької АН / РАН / АН СРСР (з 1916 року, член-кореспондент з 1914 року); професор Морської академії; генерал флоту (06.12.1916), генерал з особливих доручень при морському міністрі Російської імперії (1911). Член Санкт-Петербурзького математичного товариства. Почесний член іноземних наукових і інженерних товариств. Засновник сучасної російської школи суднобудування, розвинутої згодом П. Ф. Папковичем, В. Л. Поздюніним, Ю. О. Шиманським та іншими. Автор класичних робіт з теорії коливання корабля на хвилях, з будівельної механіки корабля, теорії вібрації суден і їхньої непотоплюваності, з теорії гіроскопів, зовнішньої балістики, математичного аналізу і механіки в додатку до кораблебудування, з історії фізико-математичних і технічних наук та іншого. Заслужений діяч науки і техніки РРФСР. Герой Соціалістичної Праці (1943), лавреат Сталінської премії (1941).

## Життєпис

### Російська імперія

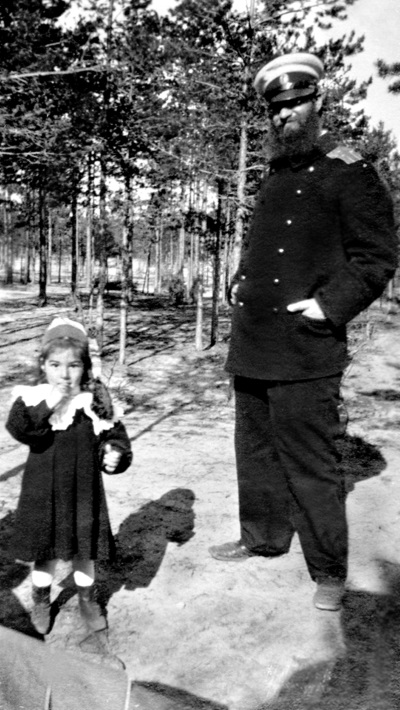
О. М. Крилов з дочкою Ганною, яка стала згодом дружиною П. Л. Капиці. 1904 рік

Олексій Крилов народився 3 (15) серпня 1863 року в селі Висяга Симбірської губернії в родині Миколи Олександровича Крилова (1830—1911) та Софії Вікторівни Ляпунової. Батько, артилерійський офіцер, учасник Кримської війни 1855—1856 років, здобув освіту казенним коштом як син ветерана, Олександра Олексійовича Крилова, пораненого під Бородіно і при взятті Парижа (нагородженого золотою зброєю за хоробрість і орденами за бойові заслуги).
За традицією, Олексія Миколайовича чекала доля військового, але більше на нього вплинуло оточення численних родичів, Філатова (по бабусі з боку батька) і Ляпунових (по лінії матері), які згодом стали відомими російськими (і французькими — Віктор Анрі) лікарями, вченими, композиторами.
У 1878 році вступив до Морського училища, яке закінчив з відзнакою у 1884 році. Після закінчення училища працював у компасній майстерні Гідрографічного управління під керівництвом І. П. Колонга, де здійснив своє перше наукове дослідження з девіації магнітних компасів. Теорія магнітних і гірокомпасів пройшла крізь усе його життя.
Значно пізніше, в 1938—1940 роках, опублікував низку робіт, в яких дав повний виклад теорії девіації магнітного компаса, досліджував питання теорії гіроскопічних компасів, розробив теорію впливу хитавиці корабля на показання компаса:
- «Підстави теорії девіації компаса»;
- «Обурення показів компаса, що відбуваються від хитавиці корабля на хвилях»;
- «Про теорію гірокомпаса».

У 1941 році ці дослідження відзначено Сталінською премією. О. М. Крилов запропонував також нову систему дромоскопа, автоматично розраховує девіацію компаса.
У 1887 році О. М. Крилов перейшов на Франко-російський завод, а потім продовжив навчання на суднобудівному відділенні Миколаївської морської академії. Після закінчення курсу (у 1890 році) залишився в Академії, де вів практичні заняття з математики, а згодом курс теорії корабля. За спогадами самого О. М. Крилова, з 1887 року його «головною спеціальністю стало суднобудування, або, краще сказати, додаток математики до різного роду питань морської справи». З цього почалася його викладацька діяльність, яка тривала майже до самої смерті.
У 1890-ті роки світову популярність здобула праця Крилова «Теорія хитавиці корабля», що значно розширила теорію Вільяма Фруда. Праця О. М. Крилова була першою всеосяжною теоретичною працею у цій галузі. У 1896 році обраний членом Британського товариства корабельних інженерів. У 1898 році нагороджений золотою медаллю Британського товариства корабельних інженерів, причому це був перший випадок в історії, коли медаллю відзначили іноземця. Продовжуючи ці праці, створив теорію демпфірування (утихомирення) бортової та кільової хитавиці. Він перший запропонував гіроскопічні демпфірування (заспокоєння) бортової хитавиці, що сьогодні є найбільш поширеним способом утихомирення бортової хитавиці.
З 1900 року О. М. Крилов діяльно співпрацює зі Степаном Осиповичем Макаровим, адміралом і вченим-суднобудівником, працюючи над питанням плавучості корабля. Підсумки цієї роботи незабаром стали класичними і дотепер широко застосовуються у світі. Багато років потому Крилов напише про ранні ідеї Макарова по боротьбі з креном або диферентом пошкодженого судна затопленням непошкоджених відсіків: «Це здавалося морським чиновникам великою нісенітницею. Знадобилося 35 років … на те, щоб їх переконати, що ідеї 22-річного Макарова мають велике практичне значення».
У 1900—1908 роках завідувач дослідного басейну (його діяльність на цій посаді дала потужний імпульс постановці науково-дослідних робіт у суднобудуванні), у 1908 — 1910 роках — головний інспектор суднобудування (начальник кораблебудівного відділу МТК і його голова). З вересня 1908 року — голова Морського технічного комітету. З 1910 року — ординарний професор Миколаївської морської академії, консультант Адміралтейського та Балтійського заводів. У 1911—1913 роках — екстраординарний професор Інституту інженерів шляхів сполучення. У 1915—1916 роках — голова урядового правління Путиловських заводів. Брав участь у проєктуванні і будівництві перших російських лінкорів-дредноутів типу «Севастополь».
У 1912 році підготував текст доповіді з питання про необхідність асигнувань 500 мільйонів рублів на відтворення флоту. Доповідь виголосив у Державній Думі морський міністр І. К. Григорович, чим забезпечив надання запитуваних коштів.
О. М. Крилов був талановитим консультантом у справах флоту. Сам він відзначав, що його поради заощадили уряду більше вартості найсучаснішого дредноута. При цьому Олексій Миколайович завжди славився вживанням гострого слівця.
У грудні 1914 обраний членом-кореспондентом Академії наук, а в квітні 1916 року — в ординарні академіки з математичної фізики.
У 1916 році Крилов очолював Головну фізичну обсерваторію і Головне військово-метеорологічне управління (Главмет). Під керівництвом О. М. Крилова проведена велика методична робота по створенню керівних документів у сфері військової гідрометеорології для військ. Робив зусилля щодо скасування призову в діючу армію службовців обсерваторії. У середині лютого 1917 року звернувся до Академії наук і Польового генерал-інспектора Військового Повітряного флоту з проханням звільнити його з посади начальника Главмета у зв'язку з високою зайнятістю на інших ділянках наукової діяльності та недостатньою компетентністю у метеорологічній спеціальності.
У 1917 році призначений директором фізичної лабораторії Академії наук. У 1918 році — консультант комісії особливих артилерійських дослідів. У 1919—1920 роках — начальник Морської академії.

### Радянська Росія

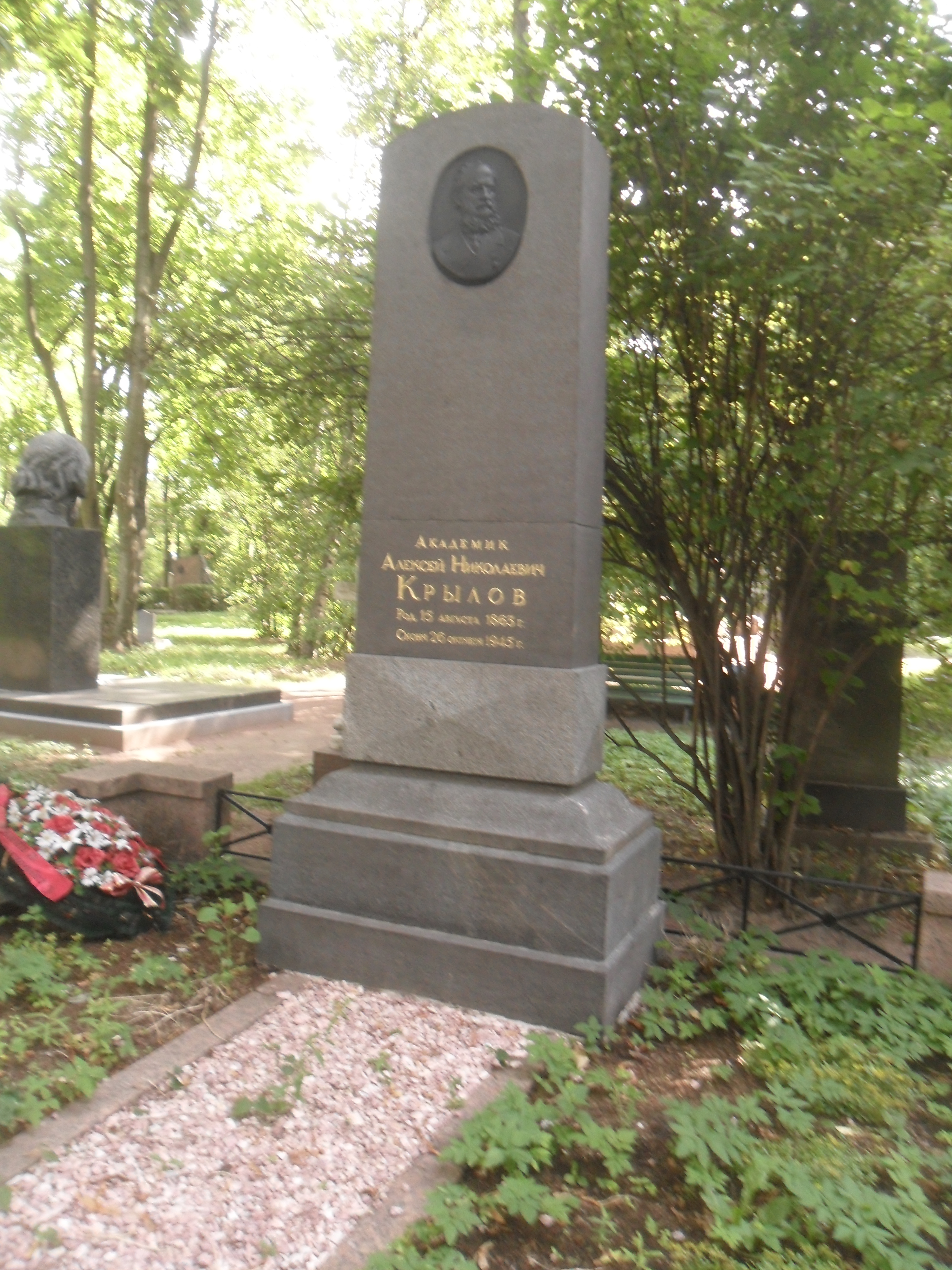
Могила Крилова на Літераторських містках у Санкт-Петербурзі.

У 1917 році О. М. Крилов був керівником Російського товариства пароплавства і торгівлі. Після Жовтневого перевороту він передав усі судна радянському уряду і продовжував працювати на розвиток вітчизняного флоту. У 1921 році Крилова направили до Лондона як представника радянського уряду для відновлення закордонних наукових зв'язків країни. У 1927 році він повернувся до Радянського Союзу.
У 1928—1931 роках — директор Фізико-математичного інституту РАН СРСР.
О. М. Крилов знаменитий своїми працями з гідродинаміки, зокрема і з теорії руху судна на мілководді (він був першим, хто зміг пояснити і розрахувати значне збільшення гідродинамічного опору при невеликих глибинах) і теорією одиничних хвиль.
О. М. Крилов — автор близько 300 книг і статей. Вони покривають великий діапазон людського знання, включаючи суднобудування, магнетизм, артилерійську справу, математику, астрономію і геодезію. Широко застосовуються його знамениті таблиці непотоплюваності.

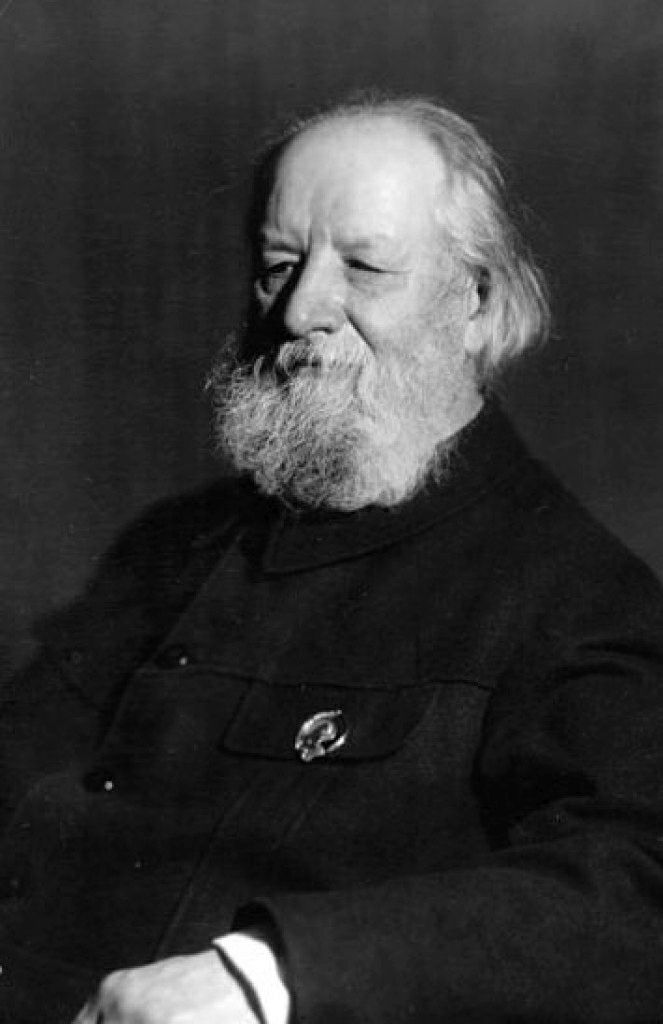
О. М. Крилов у 1930-і роки

У 1931 році Крилов опублікував роботу з теми, відомої тепер як підпростір Крилова (або методи підпростору Крилова). Робота стосувалася проблем власних значень, а саме обчислення коефіцієнтів характеристичного полінома заданої матриці. Крилов торкнувся ефективності обчислень і підрахував обчислювальні витрати як кількість «окремих операцій множення» — явище, не типове для математичної публікації 1931 року. Крилов почав з ретельного порівняння наявних методів, що включає оцінку гіршого сценарію обчислювальних витрат у методі Якобі. Після цього він представив свій власний метод, який був найкращим з відомих на той час методів і широко використовується дотепер.
У серпні 1941 року О. М. Крилова, всупереч його протестам, відправили в евакуацію до Казані. Повернувся до Ленінграда у серпні 1945 року. В евакуації він написав свої знамениті «Мої спогади».
У 1944 році взяв участь у долі Фізичного факультету МДУ. Він підписав лист чотирьох академіків В. М. Молотову, автором якого був А. Ф. Йоффе. Цей лист ініціювало дозвіл протистояння між так званою «академічною» й «університетською» фізикою.
Переклав російською мовою «Математичні початки натуральної філософії» [Архівовано 26 липня 2007 у Wayback Machine.] Ньютона (1915).
О. М. Крилов помер 26 жовтня 1945 року. Похований на «Літераторських містках» Волкова кладовища неподалік від І. П. Павлова й Д. І. Менделєєва.

### Родина
О. М. Крилов був одружений з Єлизаветою Дмитрівною Драніциною (1868—1948), у шлюбі з якою народилося 5 дітей. Дві перші дитини — доньки, померли в ранньому віці. Народжені потім сини Микола і Олексій служили в Білій армії у частинах А. І. Денікіна і загинули в 1918 році на Громадянській війні. Наймолодша дитина — дочка Анна (1903—1996), у 1927 році вона вийшла заміж за П. Л. Капицю, з яким О. М. Крилов був знайомий з 1921 року по спільній роботі в комісії, відрядженій Радянським урядом за кордон для відновлення наукових зв'язків і закупівлі обладнання.
З вини О. М. Крилова, у якого виник серйозний роман з А. Б. Ферингер, що стала згодом його другою дружиною, сім'я розпалася.
О. М. Крилов — дід С. П. Капиці і А. П. Капиці, єдинокровний брат Віктора Анрі.

## Популяризаторська діяльність
О. М. Крилов був видатним математиком і механіком, інженером і винахідником, чудовим педагогом і популяризатором наукових знань. Крилов читав лекції з теорії суднобудування майбутнім інженерам. Крилов викладав складні речі простими словами. Переклад «Математичних початків натуральної філософії» Ньютона російською мовою належить саме Крилову. Також Крилов писав науково-популярні книжки. Хоча ці роботи для фахівців, викладені вони в науково-популярному стилі. Крилов серйозно і відповідально ставився до своїх виступів. Завдяки Крилову широкий загал інженерів і техніків підвищував свою спеціальну підготовку, фахівці долучалися до високої культури, ставали новаторами у своїй галузі діяльності.

## Адреси в Санкт-Петербурзі— Ленінграді
- 1893—1900 — прибутковий будинок — 14-я лінія, 23;[19]
- 1900—1913 — прибутковий будинок — Звіринська вулиця, 6 кв. 8;
- 1913—1928 — Кам'яноостровський проспект, 58;
- 1928—1929 — Університетська набережна, 5;
- 1929—1937 — 10-а лінія, 51;
- 1937—1941, серпень — 26 жовтень 1945 року — Університетська набережна, 5.

## Військові чини
- Мічман (01.10.1884)
- Поручик по Адміралтейству (21.04.1891)
- Капітан по Адміралтейству (13.04.1897)
- Підполковник по Адміралтейству (04.04.1902)
- Полковник по Адміралтейству (06.12.1906)
- Генерал-майор по Адміралтейству (08.09.1908)
- Генерал-лейтенант по Адміралтейству (06.12.1911)
- Генерал по флоту (06.12.1916)

## Нагороди та звання
Російська імперія:
- Орден Святого Станіслава 3 ст. (1895)
- Орден Святої Анни 2 ст. (1899)
- Орден Святого Станіслава 2 ст. (1905)
- Орден Святого Володимира 4 ст. (1908)
- Орден Святого Володимира 3 ст. (1909)
- Орден Святого Станіслава 1 ст. (1911)
- Орден Святої Анни 1 ст. (1913)
- Орден Святого Володимира 2 ст. (1915)

СРСР:
- Герой Соціалістичної Праці (13.07.1943)
- 3 ордени Леніна (15.02.1939; 13.07.1943; 10.06.1945)

## Пам'ять

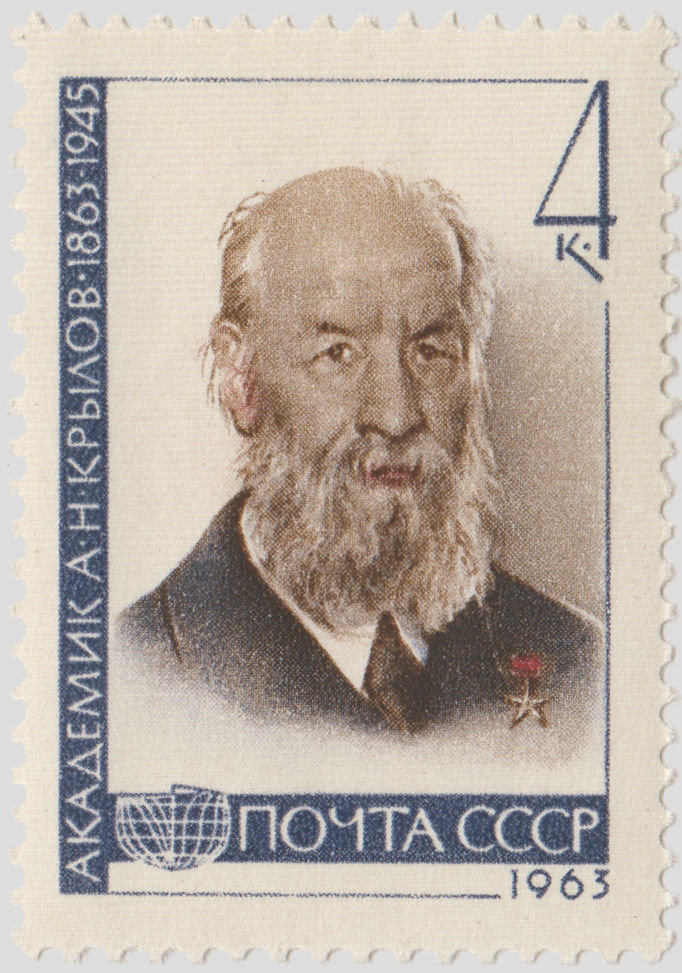
Поштова марка СРСР, 1963 рік

- На будинку за адресою Університетська набережна, 5 в 1948 році встановлено меморіальну дошку (архітектор Р. І. Каплан-Інгель)[20].
- У 1956 і 1963 роках на честь Крилова надруковані Поштові марки СРСР.
- У 1963 році на честь Крилова викарбувано настільну медаль.
- У 1960 році в Москві біля Північного річкового вокзалу встановлено бюст О. М. Крилова.
- Ще один бюст академіку стоїть перед входом до Севмашвтузу.
- В Алатирі встановлено пам'ятник Крилову: бюст і два якорі, з'єднані ланцюгом. В Алатирі також названа на його честь школа-гімназія № 6.
- На батьківщині академіка в селі Крилово Поріцького району Чувашії діє меморіальний музей[21].
- 16 серпня 2015 року у Річковому порту міста Чебоксари встановлено пам'ятник О. М. Крилову[22]
- 22 серпня 2015 року на території Поріцької школи відкрито меморіальний комплекс «Флотська слава Поріччя», центральне місце в якому відведено бюсту О. М. Крилову[23].

### На честь О.М.Крилова названі
- Село Крилово (раніше Висяга) — батьківщина О. М. Крилова, на честь якого 13 жовтня 1962 роки село перейменовано в Крилово.
- Кратер на Місяці
- Премія імені академіка О. М. Крилова Російської академії наук. Присуджується «за видатні праці з використання обчислювальної техніки в рішенні задач механіки і математичної фізики».
- Премія імені О. М. Крилова Уряду Санкт-Петербурга. Присуджується за видатні наукові результати в галузі технічних наук.
- Головний, провідний науково-дослідний інститут суднобудівної галузі Радянського Союзу — ЦНДІ імені академіка О. М. Крилова
- Російське науково-технічне товариство суднобудівників імені академіка О. М. Крилова
- Вулиця Академіка Крилова в Приморському районі Санкт-Петербурга у 1952 році.
- Вулиця Академіка Крилова в Севастополі
- Вулиця Академіка Крилова в центрі Чебоксар
- Вулиця Академіка Крилова в Алатирі
- Вулиця Крилова в Миколаєві
- Підпростір Крилова в математиці
- Функції Крилова
- На честь О. М. Крилова астроном Кримської астрофізичної обсерваторії Людмила Карачкіна назвала астероїд Крилов (лат. Krylov), відкритий 20 жовтня 1982 року. Та ж першовідкривачка назвала малу планету Криланія (лат. Krylania) на честь дочки О. М. Крилова і дружини П. Л. Капиці Анни Олексіївни Капиці
- Меморіальний комплекс «Флотська слава Поріччя» в с. Поріцьке (Чуваська Республіка)
- Океанографічне дослідницьке судно «Академік Крилов» проєкту 852 у складі Балтійського флоту ВМФ СРСР і Росії в 1972—2004 роках.

### Праці
- Крилов О. М. Мої спогади. — М. : Видавництво Академії Наук СРСР, 1963.
- Крилов О. М. Мої спогади. Оповідання видатного вченого. — 9-е, виправлене та доповнене. — Москва : ЛЕНАНД/URSS, 2016. — 512 с. — ISBN 978-5-9710-3194-9.
- З листів О. М. Крилова дочці (з передмовою Є. Л. Капиці) [Архівовано 29 травня 2021 у Wayback Machine.] // Природа, № 5, 2004
- Крилов О. М. Ньютон і його значення у світовій науці. — М., 1943
- Крилов О. М. Спогади і нариси
- Крилов О. М. Лекції про наближені обчисленнях
- Крилов О. М. Віце-адмірал Макаров
- Збірка праць академіка О. М. Крилова. У 12 т. [Архівовано 15 серпня 2020 у Wayback Machine.] — М.-Л.: Вид-во Академія наук СРСР, 1936—1956.

### Переклади
- Ньютон І. Математичні початки натуральної філософії / Переклад з латинської та примітки О. М. Крилова. — М. : Наука, 1989. — 688 с. — ISBN 5-02-000747-1.
- Ньютон І.  / Переклад з латинської та примітки О. М. Крилова. — Москва : ЛЕНАНД/URSS, 2017. — 704 с. — ISBN 978-5-9710-4231-0. Архівовано з джерела 24 вересня 2018

### Видання про Крилова
- Олексій Миколайович Крилов: Його життя та діяльність. — М., 1950.
- Штрайх С. Я.  / Під ред. інж.-кап. 1-го рангу С. Т. Яковлева. — М.; Л. : Военмориздат, 1944. — 336, [26] с. Архівовано з джерела 27 вересня 2020
- Штрайх С. Я. Олексій Миколайович Крилов. — М. : Воениздат, 1956.
- Лучинінов С. Т. Великий суднобудівельник. — М. : Военмориздат, 1951. — 96 с.
- Лучинінов С. Т.  / Під. ред. І. Я. Депмана. — М. : Учпедгиз, 1959. — 168 с. Архівовано з джерела 27 вересня 2020
- Ханович І. Г.  / Передмов. І. С. Ісакова; АН СРСР. — Л. : Наука. Ленінгр. відділення, 1967. — 252, [20] с. — (Науково-біографічна серія) Архівовано з джерела 27 вересня 2020
- Писаржевський О. М.  — Л. : Лениздат, 1945. — 72 с. — (Творці радянської науки і техніки) Архівовано з джерела 27 вересня 2020
- Яновська Ж. І. Академік корабельної науки: Повість / Відп. ред. Ю. І. Смирнов; Мал. і оформлення Л. Рубінштейна. — 2-е вид., перероб. і доп. — М. : Дитяча література, 1976. — 176 с. — 75000 прим.
- Кузнєцова Е. Ф. Академік Олексій Миколайович Крилов [Текст]: До сторіччя від дня народження (1863—1945) / Е. Ф. Кузнєцова. — Чебоксари, 1963. — 43 с., [1] л. портр. с.